# Анклешвар – Ютран
Анклешвар – Ютран – трубопровід у індійському штаті Гуджарат. Перший чи один з перших газопроводів в історі кра]yb.
У 1960 році в Анклешварі відкрили нафтове родовще, яке невдовзі ввели в експлуатацію. При цьому для монетизації запасів попутного газу вирішили перевести на нове паливо вугільну електростанцію в Ютрані (на північній околиці міста Сурат), куди в 1964-му проклали трубопровід довжиною 38 км. 
Стверджується, що це був перший газопровід на теренах Індії, втім, також відомо, що станом на осінь 1965-го ТЕС Ютран ot перебувала в процесі модернізаці котлів під спалювання блакитного палива. Водночас, інша гуджаратська електростанція розпочала роботу в кінці 1964-го на природному газі, який подали по трубопроводу Камбей – Дхуваран.
Варто відзначити, що ще до кінця століття стару конденсаційну ТЕС Ютран (67,5 МВт) замінили на значно потужнішу парогазову станцію, яка з початку 2000-х перейшла на живлення від установки підготовки родовища Хазіра. 